# محوطه و قلعه طبسین
محوطه و قلعه طبسین مربوط به دوران‌های تاریخی پس از اسلام است و در شهرستان نهبندان، خوانشرف به زابل واقع شده و این اثر در تاریخ ۱۰ مهر ۱۳۸۰ با شمارهٔ ثبت ۳۹۶۳ به‌عنوان یکی از آثار ملی ایران به ثبت رسیده است.